# Alexander Colin Cole
Alexander Colin Cole (Surrey, 16 maggio 1922 – 18 febbraio 2001) è stato un genealogista e ufficiale araldico inglese della corte reale d'Inghilterra.
Fu re d'armi della Giarrettiera dal 1978 al 1992.

Stemma di Alexander Colin Cole

## Vita iniziale ed educazione
Colin Cole nacque a Surrey il 16 May 1922, era il figlio maggiore Edward Cole, un benestante produttore di graffette. La famiglia discende da John Cole, un yeoman nella parrocchia di Twickenham, nel Middlesex, nella parte centrale del XVII secolo.
Cole fu educato al Dulwich College (dove il suo ritratto è collocato alla tromba delle scale della Great Hall), al Pembroke College dell'Università di Cambridge e al Brasenose College dell'Università di Oxford dove studiava legge. Durante la Seconda guerra mondiale servì come capitano nelle Coldstream Guards.
Seguì una carriera legale, venendo chiamato al bar a Inner Temple nel 1949, prima di aspirare a essere un ufficiale araldico.
Nel 1944 Colin Cole sposò Valerie Card. Ebbero quattro figli e tre figlie.

## Carriera araldica
Nel 1953 Cole fu persevante d'armi Fitzalan in straordinario all'incoronazione di Elisabetta II del Regno Unito Poco dopo, cominciò la sua migrazione dal bar al College of Arms. Questo derivò come risultato dal revival, nel 1954, dell'Alta corte di cavalleria (che non aveva tenuto udienze dal 1737) per sentire il caso della Manchester Corporation contro Manchester Palace of Varieties per aver esposto illegalmente lo stemma della città. Cole rappresentò il Palace of Varieties ma perse la causa.
Dopo un breve periodo come persevante d'armi Fitzalan in straordinario, Cole nominato come ufficiale in ordinaria (un membro a pieno titolo del Collegio degli araldi) come persevante d'armi Portcullis in ordinario nel 1957. Divenne araldo d'armi di Windsor in ordinario nel 1966. Cole servì anche come archivista e bibliotecario del Collegio dal 1967 al 1974. Venne nominato re d'armi della Giarrettiera quattro anni dopo, nel 1978 e mantenne tale posto fino al 1992.
Come re d'armi della Giarrettiera, Cole liberalizzò le regole ideate da Anthony Wagner per le ammissioni di nuovi ufficiali al Collegio. Precedentemente erano sempre stati laureati all'università che avevano anche svolto apprendistato araldico. Sotto la direzione di Cole, questa regola non fu più in vigore e la maggior parte dei persevanti nominati non avevano alcuna pretesa a una borsa di studio.
La forte impronta di sagacia e di saggezza mondana di Cole fu impiegata a beneficio del Collegio; infatti il suo ruolo venne sviluppato mentre egli era al comando. La sua pratica araldica divenne la più ampia e di maggior successo dell'ultimo secolo. I suo risultati e i suoi servizi al proprio sovrano portarono sua Maestà a nominarlo sia cavaliere di commenda del Ordine reale vittoriano (KCVO) nel 1988 che cavaliere commendatore dell'Ordine del Bagno (KCB) nel 1992: infatti i due cavalierati sono a propria discrezione personale.
Molti ritengono che il risultato principale di Cole come Re d'armi della Giarrettiera fu il ruolo che svolse nel restauro dell'edificio del Collegio. La struttura dell'edificio fu revisionata e le costruzioni in mattoni e le balaustre in pietra furono riparate sotto la direzione degli agenti immobiliari Cluttons. Questo fu una delle prime volte che la riparazione di un edificio storico importante sia stata affidata a una ditta simile piuttosto che a un architetto specializzato.
Un membro della Court of Common Council dal 1964, Cole divenne sceriffo nel 1977 ma dovette rinunciare all'opportunità di procedere a Lord Mayor perché i suoi compiti come re d'armi della Giarrettiera sarebbero entrati in conflitto. Fu Master della compagnia degli Scrivani, Liveryman di quella dei Cestai, e alla corte di quella dei pittori-tintori. Fu inoltre un massone molto attivo.

## Stemmi progettati
- Margaret Thatcher e Denis Thatcher[2]

## Onori e nomine
Colin Cole fu nominato membero dell'Ordine reale vittoriano (MVO) nel 1977, fu promosso a commendatore (CVO) nel 1979, e cavaliere di commenda (KCVO) nel 1983. Fu inoltre nominato cavaliere commendatore dell'Ordine del Bagno (KCB) nel 1992.
Militare nei modi e nel linguaggio, Cole era orgoglioso del suo grado di tenente-colonnello, RARO (brevetto 1973). Finché non ottenne il cavalierato nel 1983, si chiamava colonnello Cole sulla base della sua posizione nel Honourable Artillery Company. Fu colonnello onorario, 6/7 Battalion, the Queen's Regiment, dal 1981 al 1986, presidente del The Royal Society of St George dal 1982 al 1998, e Knight Principal dell'Imperial Society of Knights Bachelor from 1995.